# Abdal (Agdam)
Pour les articles homonymes, voir Abdal.
Abdal est un village de la région d'Agdam en Azerbaïdjan.

## Histoire
En 1994-2020, Abdal était sous le contrôle des forces armées arméniennes. Le 20 novembre 2020, le village a été restitué sous le contrôle de l'Azerbaïdjan.

## Géographie
Le village d’Abdal de la région d'Aghdam est situé dans la circonscription territoriale administrative Gulably.

## Économie
La principale occupation de la population était l'élevage.

## Sources
Abdal boulaghi, Khanimboulagh, Damdjiboulagh, Bayboulagh, etc.